# Piccola Orchestra Avion Travel
Piccola Orchestra Avion Travel Formació musical, Peppe Servillo, cara i veu dels Avion Travel, sintetitza així la filosofia del grup. I, en efecte, la Piccola Orchestra (a més de Servillo, està formada per Fausto Mesolella a la guitarra; Beppe D'Argenzio al saxo; Mario Tronc al piano, Mimmo Ciaramella a la bateria i Ferruccio Spinetti al contrabaix) sempre ha estat un grup sense amos ni padrins, una formació "fora del normal", l'originalitat de la qual ha quedat plasmada en la mateixa història del grup.
La primera formació del grup de Caserta es remunta a 1980, és a dir, a la "new wave" del rock italià. Però és una història de transformacions: després d'iniciar-se en el rock i passar pel pop, en la segona meitat dels anys vuitanta (amb l'afirmació en la "secció rock" del Festival de Sanremo 1987),